# スオン
スオン（Suong、クメール語: សួង、[suəŋ]）は、カンボジアのトボンクムン州の州都で、最大規模の都市。2014年に州が分割されるまでは、コンポンチャム州の一部であった。